# Tipula rifensis
Tipula rifensis är en tvåvingeart som beskrevs av Theowald och Oosterbroek 1980. Tipula rifensis ingår i släktet Tipula och familjen storharkrankar.
Artens utbredningsområde är Marocko. Inga underarter finns listade i Catalogue of Life.